# ダノンレジェンド
ダノンレジェンド（欧字名:Danon Legend、2010年2月24日 - ）はアメリカ合衆国生産、日本調教の競走馬・種牡馬。主な勝ち鞍は2016年のJBCスプリント、北海道スプリントカップ、2014年のカペラステークス、2015年・2016年の黒船賞連覇、クラスターカップ連覇、2015年の東京スプリント、東京盃。

## 戦績

### 2歳（2012年）
村山明厩舎に入厩し、11月10日の2歳新馬（東京ダート1400m）でデビュー。2番手追走から直線後続を突き放し、7馬身差の圧勝で初勝利を挙げる。次走ポインセチア賞はのちの全日本2歳優駿勝ち馬、サマリーズにハナ差敗れ2着となる。

### 3歳（2013年）
3歳となった3戦目の3歳500万下は2着、初めての芝のレースとなった次走は9着に敗れる。その後、ダートに戻りいずれも1倍台の支持を集めるが13着、2着と敗れる。続く、1.2倍を集めた笠松の中央交流戦を勝ち上がり2勝目を挙げる。昇級戦となった市原特別は7着、次走、3歳以上1000万下は5着に敗れる。

### 4歳（2014年）
3か月ぶりとなった4歳初戦は6着となるが、次走、シャドーロール初着用となった4歳以上1000万下を勝ち上がる。中1週で挑んたなにわステークスは2番手から抜け出すと5馬身突き放し圧勝。連勝を飾る。しかし、オープン昇級後の天王山ステークス、栗東ステークスは8着、9着に敗れ降級する。夏は休み、休養明けの降級初戦大阪スポーツ杯を3着とし、続くテレビ静岡賞はブリンカーを着用し3馬身半差で逃げ切り、再びオープン入りを決める。次走、オータムリーフステークスは逃げるも5着、重賞初挑戦となったカペラステークスは丸田恭介が騎乗し、快調に飛ばすと最短コースをロスなく進み、直線入り口では3馬身のリード。直線に入ってもその逃げ脚は衰えず、5馬身差の圧勝で重賞初勝利を飾った。

### 5歳（2015年）
3か月ぶりとなった5歳初戦黒船賞は3コーナーからハナに立つと、2着ドリームバレンチノ以下を2馬身離し重賞連勝を飾る。続く東京スプリントは2番手から抜け出すと逃げたシゲルカガに2馬身差をつけ快勝。重賞3連勝をいずれも丸田鞍上で挙げた。次走の北海道スプリントカップは1.4倍での1番人気となるがスタートで後手を踏み上がり最速も3着に敗戦。ミルコ・デムーロに乗り替わったクラスターカップは果敢に逃げ、後ろに脚を使わせる競馬をすると最終的には6馬身差を突き放し圧勝。重賞4勝目を挙げると、続く東京盃は3コーナー手前では差のない2番手につけると、直線残り200mからはまさに独走態勢。追い込んだドリームバレンチノに2馬身差をつけ優勝し、重賞連勝を飾った。初のJpnI挑戦となったJBCスプリントは1.6倍の支持を集めるがコーリンベリーに3/4差逃げ切られ2着に負ける。

### 6歳（2016年）
前年と同じく黒船賞から始動、2番手でレースを進め、そのまま直線に入って抜け出し、2着ニシケンモノノフに1馬身差をつけ優勝し連覇を達成した。同じく連覇を狙った東京スプリントはスタートでやや出遅れ追い込むも3着に敗退。次走、北海道スプリントカップは差のない2番手でレースを進め、直線に入って、逃げたノボバカラとのゴールまで続いた競り合いを制し、これにハナ差をつけ優勝し連覇を達成した。しかし、東京盃は逃げるも力尽き5着に負ける。馬券外は12走前のオータムリーフステークス以来。前年のリベンジに挑んだJBCスプリントは向正面では3馬身ほど離して逃げる形になると、勝負どころでも逃げ脚は衰えず、直線では一気に後ろを突き放して3馬身差逃げ切り、JpnI制覇となった。
11月25日に引退し、種牡馬となった。

## 競走成績
| 年月日     | 競馬場 | 競走名            | 格       | 頭数 | オッズ （人気） | オッズ （人気） | 着順 | 騎手           | 斤量 | 距離（馬場）  | タイム （上り3F） | タイム 差 | 勝ち馬/（2着馬）       |
| ---------- | ------ | ----------------- | -------- | ---- | --------------- | --------------- | ---- | -------------- | ---- | ------------- | ----------------- | --------- | ---------------------- |
| 2012.11.10 | 東京   | 2歳新馬           |          | 12   | 004.3           | 0（3人）        | 01着 | 浜中俊         | 55   | ダ1400m（良） | 1:26.6（37.2）    | -1.2      | （エジル）             |
| 0000.12.01 | 阪神   | ポインセチア賞    | 500万下  | 16   | 007.0           | 0（5人）        | 02着 | C.ウィリアムズ | 55   | ダ1400m（良） | 1:25.3（38.9）    | -0.0      | サマリーズ             |
| 2013.01.26 | 東京   | 3歳500万下        |          | 16   | 001.9           | 0（1人）        | 02着 | 横山典弘       | 56   | ダ1600m（良） | 1:38.7（37.2）    | -0.3      | チャーリーブレイヴ     |
| 0000.04.20 | 京都   | 3歳500万下        |          | 12   | 004.7           | 0（3人）        | 09着 | 浜中俊         | 56   | 芝1600m（良） | 1:35.1（35.2）    | -1.1      | ノボリディアーナ       |
| 0000.01.26 | 京都   | 3歳500万下        |          | 16   | 001.6           | 0（1人）        | 13着 | 川田将雅       | 56   | ダ1400m（良） | 1:26.3（38.9）    | -1.4      | アメージングタクト     |
| 0000.07.10 | 笠松   | 恵那峡特別        | 交流     | 10   | 001.3           | 0（1人）        | 02着 | 福永祐一       | 56   | ダ1400m（良） | 1:26.1（36.7）    | -0.5      | ミヤジガンバレ         |
| 0000.08.28 | 笠松   | 数河特別          | 交流     | 10   | 001.2           | 0（1人）        | 01着 | 浜中俊         | 56   | ダ1400m（良） | 1:25.7（37.2）    | -0.1      | （スリーカーニバル）   |
| 0000.09.21 | 中山   | 市原特別          | 1000万下 | 16   | 018.8           | （10人）        | 07着 | 田中勝春       | 54   | ダ1800m（良） | 1:54.2（37.9）    | -0.9      | ワイルドフラッパー     |
| 0000.11.23 | 東京   | 3歳上1000万下     |          | 16   | 013.8           | 0（7人）        | 05着 | 田中勝春       | 56   | ダ1600m（良） | 1:37.8（35.7）    | -0.2      | ドリームザネクスト     |
| 2014.02.02 | 東京   | 4歳上1000万下     |          | 16   | 007.3           | 0（4人）        | 06着 | 田中勝春       | 57   | ダ1600m（良） | 1:38.1（36.3）    | -1.0      | キタサンイナズマ       |
| 0000.03.09 | 阪神   | 4歳上1000万下     |          | 16   | 008.7           | 0（4人）        | 01着 | 和田竜二       | 57   | ダ1400m（良） | 1:25.1（36.7）    | -0.2      | （アメリ）             |
| 0000.03.22 | 阪神   | なにわS           | 1600万下 | 13   | 006.4           | 0（4人）        | 01着 | 和田竜二       | 57   | ダ1200m（稍） | 1:11.3（36.3）    | -0.9      | （エリアコンプリート） |
| 0000.05.03 | 京都   | 天王山S           | OP       | 16   | 006.8           | 0（4人）        | 08着 | 和田竜二       | 56   | ダ1200m（良） | 1:11.8（36.0）    | -0.8      | ナガラオリオン         |
| 0000.05.18 | 京都   | 栗東S             | OP       | 16   | 007.7           | 0（4人）        | 09着 | 和田竜二       | 54   | ダ1400m（良） | 1:23.8（36.5）    | -0.7      | キョウワダッフィー     |
| 0000.09.27 | 阪神   | 大阪スポーツ杯    | 1600万下 | 12   | 003.8           | 0（2人）        | 03着 | 和田竜二       | 57   | ダ1400m（良） | 1:24.2（37.2）    | -0.2      | ホクセツキングオー     |
| 0000.10.12 | 東京   | テレビ静岡賞      | 1600万下 | 16   | 003.3           | 0（1人）        | 01着 | 高倉稜         | 57   | ダ1400m（良） | 1:24.1（36.1）    | -0.6      | （アメージングタクト） |
| 0000.11.30 | 京都   | オータムリーフS   | OP       | 16   | 005.5           | 0（3人）        | 05着 | 高倉稜         | 56   | ダ1400m（稍） | 1:23.0（37.3）    | -1.0      | サトノプリンシパル     |
| 0000.12.14 | 中山   | カペラS           | GIII     | 15   | 046.8           | （12人）        | 01着 | 丸田恭介       | 56   | ダ1200m（良） | 1:09.5（36.2）    | -0.9      | （サトノタイガー）     |
| 2015.03.17 | 高知   | 黒船賞            | JpnIII   | 12   | 003.1           | 0（2人）        | 01着 | 丸田恭介       | 57   | ダ1400m（重） | 1:27.3（38.2）    | -0.4      | （ドリームバレンチノ） |
| 0000.04.08 | 大井   | 東京スプリント    | JpnIII   | 14   | 002.0           | 0（1人）        | 01着 | 丸田恭介       | 56   | ダ1200m（不） | 1:10.6（36.2）    | -0.3      | （シゲルカガ）         |
| 0000.06.11 | 門別   | 北海道スプリントC | JpnIII   | 14   | 004.1           | 0（1人）        | 03着 | 丸田恭介       | 57   | ダ1200m（良） | 1:12.8（37.1）    | -0.3      | シゲルカガ             |
| 0000.08.12 | 盛岡   | クラスターC       | JpnIII   | 14   | 001.4           | 0（1人）        | 01着 | M.デムーロ     | 56   | ダ1200m（良） | 1:11.1（35.9）    | -0.9      | （ポアゾンブラック）   |
| 0000.09.30 | 大井   | 東京盃            | JpnII    | 15   | 001.8           | 0（1人）        | 01着 | M.デムーロ     | 56   | ダ1200m（稍） | 1:10.9（36.2）    | -0.3      | （ドリームバレンチノ） |
| 0000.11.03 | 大井   | JBCスプリント     | JpnI     | 16   | 001.6           | 0（1人）        | 02着 | M.デムーロ     | 57   | ダ1200m（不） | 1:11.0（36.0）    | -0.1      | コーリンベリー         |
| 2016.03.15 | 高知   | 黒船賞            | JpnIII   | 12   | 001.8           | 0（1人）        | 01着 | M.デムーロ     | 58   | ダ1400m（不） | 1:27.0（38.0）    | -0.2      | （ニシケンモノノフ）   |
| 0000.04.06 | 大井   | 東京スプリント    | JpnIII   | 15   | 001.4           | 0（1人）        | 03着 | M.デムーロ     | 57   | ダ1200m（稍） | 1:12.3（35.4）    | -0.9      | コーリンベリー         |
| 0000.06.09 | 門別   | 北海道スプリントC | JpnIII   | 13   | 001.6           | 0（1人）        | 01着 | M.デムーロ     | 58   | ダ1200m（不） | 1:09.9（35.8）    | -0.0      | （ノボバカラ）         |
| 0000.08.16 | 盛岡   | クラスターC       | JpnIII   | 14   | 002.5           | 0（2人）        | 01着 | M.デムーロ     | 60   | ダ1200m（稍） | 1:09.1（34.1）    | -0.3      | （ブルドッグボス）     |
| 0000.09.22 | 大井   | 東京盃            | JpnII    | 14   | 001.8           | 0（1人）        | 05着 | M.デムーロ     | 57   | ダ1200m（不） | 1:12.7（38.6）    | -0.8      | ドリームバレンチノ     |
| 0000.11.03 | 川崎   | JBCスプリント     | JpnI     | 12   | 005.3           | 0（3人）        | 01着 | M.デムーロ     | 57   | ダ1400m（重） | 1:27.2（38.4）    | -0.1      | （ベストウォーリア）   |

## 種牡馬時代
引退後は種牡馬となり、イーストスタッドで繋養される。世界的にも稀少なヒムヤー系の後継種牡馬として期待を集めている。
2020年に初年度産駒がデビュー。7月18日、函館競馬場の2歳新馬戦でアルナージがデビュー勝ちを収め、これが産駒の初勝利となった。同年12月26日、高知・金の鞍賞でブラックマンバが勝利し、産駒の重賞初勝利となった。

### グレード制重賞優勝馬
- 2018年産
  - ミッキーヌチバナ（2024年アンタレスステークス）
- 2022年産
  - ハッピーマン（2024年兵庫ジュニアグランプリ）

### 地方重賞優勝馬
- 2018年産
  - ブラックマンバ（2020年金の鞍賞）[10]
  - マッドシェリー（2023年・2024年OROターフスプリント）[11]
- 2019年産
  - マックスレジェンド（2021年知床賞）
  - イカニカン（2022年九州ダービー栄城賞）
  - サヨノネイチヤ（2023年勝島王冠、2024年ブリリアントカップ、大井記念）[12]
  - ツーシャドー（2024年しらさぎ賞）
  - ベストリーガード（2024年ベイスプリント）
- 2020年産
  - スペシャルエックス（2022年イノセントカップ、2023年グランシャリオ門別スプリント、2024年ポラリスサマースプリント、道営スプリント、2025年兵庫ウインターカップ）[13]
  - アウストロ（2024年ゴールドカップ、2025年梅見月杯）[14]
- 2021年産
  - ストリーム（2023年栄冠賞、2024年ネクストスター北日本、グランシャリオ門別スプリント、ウポポイオータムスプリント、笠松グランプリ、2025年グランシャリオ門別スプリント）[15]
  - オスカーブレイン（2023年サッポロクラシックカップ、2024年ハヤテスプリント）[16]
  - ダヴァンティ（2023年石川テレビ杯、ネクストスター金沢）[17]
  - トゥールリー（2023年九州ジュニアチャンピオン、2024年佐賀若駒賞、飛燕賞）[18]
  - アメリアハート（2023年フローラルカップ）[19]
  - トラジロウ（2023年イノセントカップ、ネクストスター門別、2024年星雲賞）[20]
  - ハリウッドスマイル（2024年ノトキリシマ賞、2025年お松の方賞）[21]
- 2022年産
  - キエティスム（2025年ハヤテスプリント）

## 血統表
| ダノンレジェンドの血統         | ダノンレジェンドの血統   | ダノンレジェンドの血統   | （血統表の出典）         | （血統表の出典） |
| 父系                           | ヒムヤー系               | ヒムヤー系               | ヒムヤー系               | [ § 2 ]          |
| 父 Macho Uno 1998 芦毛         | 父の父Holy Bull 1991     | Great Above              | Minnesota Mac            | Minnesota Mac    |
| 父 Macho Uno 1998 芦毛         | 父の父Holy Bull 1991     | Great Above              | Ta Wee                   |                  |
| 父 Macho Uno 1998 芦毛         | 父の父Holy Bull 1991     | Sharon Brown             | Al Hattab                | Al Hattab        |
| 父 Macho Uno 1998 芦毛         | 父の父Holy Bull 1991     | Sharon Brown             | Agathea's Dawn           |                  |
| 父 Macho Uno 1998 芦毛         | 父の母Primal Force 1987  | Blushing Groom           | Red God                  | Red God          |
| 父 Macho Uno 1998 芦毛         | 父の母Primal Force 1987  | Blushing Groom           | Runaway Bride            |                  |
| 父 Macho Uno 1998 芦毛         | 父の母Primal Force 1987  | Prime Prospect           | Mr. Prospector           | Mr. Prospector   |
| 父 Macho Uno 1998 芦毛         | 父の母Primal Force 1987  | Prime Prospect           | Square Generation        |                  |
| 母 *マイグッドネス 2005 黒鹿毛 | 母の父Storm Cat 1983     | Storm Bird               | Northern Dancer          | Northern Dancer  |
| 母 *マイグッドネス 2005 黒鹿毛 | 母の父Storm Cat 1983     | Storm Bird               | South Ocean              |                  |
| 母 *マイグッドネス 2005 黒鹿毛 | 母の父Storm Cat 1983     | Terlingua                | Secretariat              | Secretariat      |
| 母 *マイグッドネス 2005 黒鹿毛 | 母の父Storm Cat 1983     | Terlingua                | Crimson Saint            |                  |
| 母 *マイグッドネス 2005 黒鹿毛 | 母の母Caressing 1998     | Honour and Glory         | Relaunch                 | Relaunch         |
| 母 *マイグッドネス 2005 黒鹿毛 | 母の母Caressing 1998     | Honour and Glory         | Fair to All              |                  |
| 母 *マイグッドネス 2005 黒鹿毛 | 母の母Caressing 1998     | Lovin Touch              | Majestic Prince          | Majestic Prince  |
| 母 *マイグッドネス 2005 黒鹿毛 | 母の母Caressing 1998     | Lovin Touch              | Forest Princess          |                  |
| 母系(F-No.)                    | (FN:9-f)                 | (FN:9-f)                 | (FN:9-f)                 | [ § 3 ]          |
| 5代内の近親交配                | Raise a Native 6.25% 5x5 | Raise a Native 6.25% 5x5 | Raise a Native 6.25% 5x5 | [ § 4 ]          |
| 出典                           | 1. 2. 3. 4.              | 1. 2. 3. 4.              | 1. 2. 3. 4.              | 1. 2. 3. 4.      |

- 祖母キャレッシング（Caressing）は2000年のブリーダーズカップ・ジュヴェナイルフィリーズ勝ち馬で、同年のエクリプス賞最優秀2歳牝馬[24]。
- 半兄に中央で6勝、地方競馬の重賞を9勝し種牡馬となったダノングッド（父Elusive Quality）[25]、半弟に2021年の安田記念勝ち馬ダノンキングリー（父ディープインパクト）、近親に2017年のエクリプス賞最優秀3歳牡馬West Coastがいる[26]。